# ماریو پینی
ماریو پینی (انگلیسی: Mario Pini; ۲۵ اکتبر ۱۹۳۸ – ۱۷ آوریل ۲۰۲۱) بازیکن فوتبال اهل اروگوئه بود که در پست دفاع بازی ‌می‌کرد.